# Dzirhankov
Dzirhankov (in armeno Ձիթհանքով?) è un comune di 1 262 abitanti (2008) della Provincia di Shirak in Armenia.